# جيبة راتكه
في مرحلة التطور الجنيني، جيبة راتكه أو الجيبة القحفية البلعومية (بالإنجليزية: Rathke's pouch)‏، عبارة عن اندلاق (بروز) في سقف الفم النامي أمام الغشاء البلعومي الشدقي. ينمو ليكون الغدة النخامية الأمامية، وهي جزء من الجهاز الغدي الصماوي.

## النمو
جيبة راتكه، وبالتالي الغدة النخامية الأمامية، مشتقة من الأديم الظاهر.
في نهاية المطاف تفقد الجيبة اتصالها مع البلعوم مكونةً الغدة النخامية الأمامية. ينمو الجدار الأمامي لجيبة راتكه، ليملأ معظم الجيبة مشكلاً الجزء القاصي والجزء الحدبي للفص الأمامي للنخامية. بينما يشكل الجدار الخلفي جزء الغدة النخامية المتوسط.
في بعض الكائنات الحية، لا يشغل الجدار الأمامي المتكاثر جيبة راتكه بالكامل، تاركاً بقايا (شق راتكه) بين الجزء القاصي والجزء المتوسط.

## الأهمية السريرية
قد تتطور أكياس حميدة من جيبة راتكه. كذلك فإن الورم القحفي البلعومي هو ورم يمكن أن ينشأ من الظهارة داخل الشق.

## التسمية
سميت بهذا الاسم نسبة إلى مارتن راتكه.

## روابط خارجية
- صور نسيجية: 14101loa — نظام تعلم علم الأنسجة في جامعة بوسطن
- Diagram at cushings-help.com نسخة محفوظة 1 ديسمبر 2005 على موقع واي باك مشين.
- https://web.archive.org/web/20070930075847/http://www.lib.mcg.edu/edu/eshuphysio/program/section5/5ch2/s5ch2_2.htm